# Avpublicering
Avpublicering är då någon medvetet tar bort eget tidigare publicerat material från sin webbplats. Det kan vara nyhetsmedium eller annan publicist, företag, kommuner och myndigheter. Materialet kan vara både journalistiska produkter och konstverk.
Orsaken till avpublicering kan vara
- Att informationen är inaktuell
- Att informationen är felaktig
- Att publiceringen är besvärande för den som har publicerat den

Alternativ till att avpublicera kan vara:
- Att tydligt markera information som inaktuell[2]
- Att publicera en rättelse
- Att rama in materialet så att det sätts i sitt rätta sammanhang

## Uppmärksammade avpubliceringar
- Studio Etts intervju med Isaac Bachman (Sveriges Radio avpublicerade 2015)
- En krönika av Ulf Nilson (Expressen avpublicerade 2015)[a]
- P3 Dokumentärs program om Kevinfallet (Sveriges Radio avpublicerade 2017)[4][5]
- En kritisk artikel av Ekoredaktionen om den moderate partiledarkandidaten Ulf Kristersson (Sveriges Radio avpublicerade 2017)[6][7]
- Flera avpubliceringar av verk i samband med metoo-kampanjen:[8] Avsnitt av Äntligen hemma, Renées brygga, Fiskefeber, HBO:s material med komikern Louis CK.
- En artikel[9] i Aftonbladet där Rysslandsforskaren Martin Kragh kritiserades. (Aftonbladet avpublicerade i mars 2019)[10][11]
- Ett avsnitt av programmet Politik i bokhyllan där Erik Fichtelius intervjuar författaren Kajsa Norman om boken En alldeles svensk historia (SVT avpublicerade 2019)[12][13]
- Ett grötrim i Dagens Nyheter (DN avpublicerade 2019). Kritiken mot DN rapporterades av Aftonbladet och Expressen vilka båda återgav rimmet i sina publiceringar.[14][15]
- Ett avsnitt av programserien Den kala sanningen (SVT avpublicerade 2020).[16] Avpubliceringen kom efter att en person som intervjuades i ett inslag i programmet riskerade åtal för att ha köpt sex och SVT menade att hans medverkan var "svår att förstå för publiken"[17] trots att programmet hade spelats in redan föregående år.[16] Bonnier fakta tog bort 13 titlar ur sitt sortiment.[18]
- Ett inslag där Sveriges Radio Jönköping där en reporter ringer till lokala krögare och provocerar dem att bryta mot restriktioner under Coronavirusutbrottet 2020–2021 i Sverige. (Sveriges Radio avpublicerade i november 2020)[19]
- En intervju med regissören av filmen Sabaya (BBC Radio avpublicerade i juli 2022)[20]
- Ett humoristiskt inslag med Mahmoud Bitar som hade använts i SFI-undervisningen sedan 2016 utan synpunkter, men en person på utbildningen tog illa vid sig 2022 och kontaktade SFI:s vd och Uppsala kommun. Utbildningsradion avpublicerade i juli 2022.[21]
- Artikeln "Kärnkraften släpper ut mer koldioxid än sol och vind – och kostar 3000 miljarder kronor mer". (Aktuell Hållbarhet avpublicerade, [22] och publicerade sedan igen utan kommentar.[23])
- En ledartext där TT kritiserades. (Svenska Dagbladet avpublicerade texten när det visade sig att det var en reporter på den egna tidningen som hade begått misstaget.)[24]

Expressens kulturchef Karin Olsson beskrev 2020 vad hon kallade en tilltagande cancelkultur.

## Fotnoter